# 네오디뮴 자석

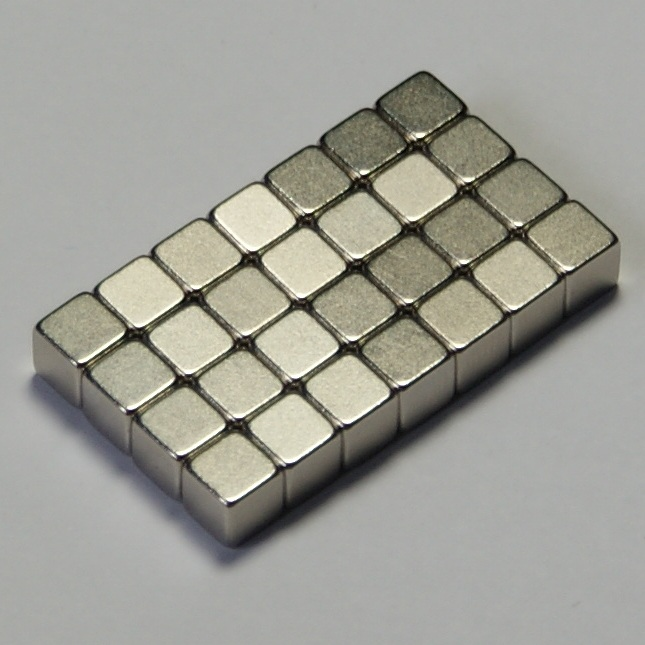
니켈로 도금한 네오디뮴 자석 큐브

네오디뮴 자석(-磁石, Neodymium Magnet) 또는 NIB 자석(Neodymium-Iron-Boron Magnet)은 지구상에서 가장 널리 사용하는 희토류 자석이다. 네오디뮴과 철 및 붕소를 2:14:1의 비율로 분말 야금법으로 합금하여 만든다

## 특징
네오디뮴 자석은 지구상에서 현재 사용하는 자석 가운데 가장 강한 자력(25~50MGOe)을 지녔다. 가공성이 양호하고 사마륨-코발트 자석이나 알니코 자석에 비해 가격이 저렴하나, 녹이 매우 빠르게 슬어 표면을 니켈 합금으로 도금하여 사용한다. 온도계수가 낮아 열에 따라 자성이 쉽게 약해진다. 2000년대 이후에 디스프로슘을 미량 첨가하여 온도계수를 200 °C까지 높인 네오디뮴 자석을 개발하여, 현재는 200 °C까지 자력을 유지하는 자석을 생산한다.

## 활용 분야
네오디뮴 자석은 다음과 같은 분야에서 활용한다.
- 컴퓨터의 하드 디스크의 헤드 엑추에이터(Head actuators)
- 자기공명영상(MRI)
- 자기 기타 픽업
- 스피커와 헤드폰
- 자기 베어링과 커플링
- 벤치 탑 MR 분광계
- 전기 모터
- 풍력 발전기
- 네오디뮴 자석 장난감